# Карнавал в Санта-Крус-де-Тенерифе
Карнавал в Санта Крус де Тенерифе — второй после карнавала проводящегося в Рио-де-Жанейро (Бразилия). Карнавал проводится раз в год в городе Санта-Крус-де-Тенерифе (Канарские острова, Испания). В нём принимают участие около миллиона человек.
Тысячи людей выходят праздновать карнавал на улицы каждый год в течение недели. Ежегодно разрабатывается тематика карнавала. В 1980 году был объявлен международным туристическим фестивалем, а в 2000 году город стал «Карнавальной столицей мира». Сегодня Карнавал Санта-Крус-де-Тенерифе стремится стать объектом Всемирного наследия.. В 2017 тема Карнавала была - Карибы. В 2018 тема Карнавала - Фантазия и кукольные игрушки.
В течение недели проходят костюмированное веселье с песнями и танцами, проходят различные конкурсы, концерты, костюмированное и музыкальное шоу для детей, соревнование в мургас  - исполнение местных «частушек».
Сам карнавал проходит в несколько этапов:
Избрание королевы
Шоу избрания королевы (Gala de Eleccion de la Reina) транслируется в прямом эфире канарского ТВ. На подготовку костюмов участниц уходит несколько месяцев. Жюри состоит из представителей Правительства провинции Санта Крус де Тенерифе, местных и зарубежных звёзд. 
Первое шествие
Основная карнавальная неделя начинается с  первого шествия, роль которого заключается в возвещении о начале карнавала. Она так и называется «возвещающая кавалькада» (Cabalgata Anunciadora). Шествие проходит по улицам столицы в течение нескольких часов и завершается к одиннадцати вечера.
Главное шествие
Главное событие карнавала (Gran Coso Apoteosis). По набережной столицы проходит красочное костюмированное шествие. Любой желающий также может облачиться в карнавальный костюм. Именно это мероприятие посещает большее число туристов. Красочный фейерверк  является завершающим аккордом парада. Данное мероприятие заканчивается массовыми ночными гуляньями.
Похороны сардины

Символом окончания карнавала является церемония похорон сардины (Entierro de la Sardina). Гигантскую картонную сардину ночью провозят по центральным улицам в сопровождении плачущей траурной процессии, а затем сжигают на центральной площади. Множество мужчин переодеваются во вдов и демонстративно скорбят, также на улице можно встретить людей одетых, как епископы и монахини и даже, как папа римский. Все это сопровождается обильным употреблением алкоголя и танцевальной музыкой.
Для празднования карнавала нет постоянных дат, поскольку дни его проведения связаны с празднованием католической Пасхи в феврале, марте. 